# Richard Bennett (guitariste)
Pour les articles homonymes, voir Bennett et Richard Bennett.
Ne doit pas être confondu avec Richard Rodney Bennett.
Richard Bennett est un accompagnateur en tournée, un musicien de studio et un producteur de musique, né le 22 juillet 1951 à Chicago, Illinois, aux États-Unis. Il a accompagné sur scène Neil Diamond de 1971 à 1987, et Mark Knopfler, dans ses spectacles et en studio, depuis 1994. Il a participé à l'enregistrement de disques pour des artistes comme Billy Joel, Barbra Streisand, Rodney Crowell ou Vince Gill. Il a produit des artistes lauréats des Grammy Award comme Steve Earle, Emmylou Harris, et Marty Stuart.
Richard Bennett avait produit l'album Bluebird d'Emmylou Harris et composé les parties de guitare électrique de la chanson Heaven Only Knows et le riff de guitare électrique que l'on peut entendre en sourdine au début du premier épisode de la saison 5 des Sopranos
Lire la discographie de Richard Bennett suffit pour constater qu'il est l'une des personnes les plus influentes de la musique populaire américaine depuis au moins 30 ans.

## Biographie

### Jeunesse et formation
Richard Bennett est né à Chicago en 1951. La musique l'intéressa depuis son plus jeune âge. Il eut son premier tourne-disques à l'âge de 2 ans, et le premier disque qu'il posséda fut How Much Is That) Doggie In The Window de Patti Page. Enfant, il écouta surtout les vedettes dont la carrière précéda l'âge du rock et de la musique pop comme Joni James, Frankie Laine, Les Baxter, et Suppertime Frolic , une émission de la station de radio WJJD, dans laquelle Randy Blake passait surtout de la musique country des années 1940 et 1950.
Il a commencé à jouer de la batterie à l'âge de 6 ou 7 ans. Le premier instrument qu'il posséda fut une batterie qui fut offerte, à son père, par la société Ludwig-Musser, en remerciement d'une publicité qu'il avait réalisée pour elle. Son frère, qui est aujourd'hui le percussionniste Jon "Bermuda" Schwartz en hérita.
En janvier 1960, sa famille déménagea à Phoenix (Arizona), et quelque temps après, il reçut une guitare, qu'il avait toujours désirée en cadeau d'anniversaire. Il commença à prendre des cours, avec Forrest Skaggs, et n'a jamais cessé d'en jouer depuis.
Grâce à Forrest Skaggs, Richard Bennett fit la connaissance d'Al Casey qui était un ancien du disc jockey, qui avait participé à la réalisation des représentations de l'Arizona Hayride, le spectacle que celui-ci diffusait tous les samedis après-midi sur les ondes de la station de radio Krux (phoenix), et qui était alors l'un des musiciens de studio les plus demandés d'Hollywood. La première séance d'enregistrement à laquelle Richard Bennett participa, eut lieu, pendant les vacances d'été du lycéen, grâce à Al Casey, à Los Angeles, en 1968.

### Carrière
Lorsqu'en 1969, sa famille s'installa à Los Angeles, en Californie, Richard Bennett, qui avait fini ses études secondaires, en profita pour tenter de satisfaire son ambition de devenir musicien de studio. Il eut la chance de trouver rapidement des engagements pour effectuer des enregistrements qui duraient deux ou trois jours. Il enregistra alors avec des artistes très divers comme The Ventures, Peggy Lee, Johnny Mathis, Barbra Streisand, ou Tennessee Ernie Ford.
En 1971, commença une collaboration, à la scène et en studio, avec Neil Diamond qui dura pendant 17 ans, jusqu'en 1987, et permit la réalisation de 16 albums. La chanson Forever In Blue Jeans, coécrite par Neil Diamond et Richard Bennett fut le principal succès de cette association qui permit au guitariste, à partir de 1975, de s'intéresser à autre chose que de fournir trois sessions d'enregistrement par jour.
En 1985, il ressentit le besoin d'un changement dans sa vie professionnelle. Pressé par ses amis Jimmy Bowen, Emory Gordy, jr. et Tony Brown, mais surtout par Steve Earle qui voulait qu'il produise Guitar Town, il décida de tenter sa chance à Nashville (Tennessee).
Il n'y était pas totalement inconnu, car il y avait participé, depuis 1982, à plusieurs projets. Il coproduisit Guitar Town, dont il réalisa les parties de guitare électrique, et reconnait que l'on ne pouvait rêver de meilleure carte de visite pour un producteur. Il produisit alors des albums pour Emmylou Harris, Lost and Profound, Bill Miller, Marty Stuart, Jo-El Sonnier, Marty Brown, Becky Hobbs, The Sullivans, Prairie Oyster et The Mavericks.
Richard Bennett produisit aussi I Feel Alright, l'album qui vit le retour de Steve Earle, deux albums très appréciés de Phil Lee, le premier album de Kim Richey, et les deux albums Plectrosonics et All The Rage du Nashville Mandolin Ensemble.
Richard Bennett a attribué à la connaissance de la musique country des années 1930 et 1940, qu'il avait acquise auprès de Forrest Skaggs, le succès de ses entreprises à Nashville, mais sans doute n'auraient-elles pas fonctionné aussi bien sans son inlassable curiosité, et sans sa passion pour la collection des disques (il en possédait plus de 6000 au milieu des années 1990). La production de l'album The Red Road, de l'artiste amérindien Bill Miller, en 1993 qui incorporait des chants de Pow wow et des flutes tribales et qui a rendu plus visible que jamais la musique des Nord-Amérindiens, illustre la liberté de sa démarche.
En 1994, il eut la chance de rencontrer et d'enregistrer avec Mark Knopfler, avec lequel il entreprit une collaboration qui produisit des disques, des musiques de film, et des tournées mondiales avec le guitariste britannique.
En 2004, il éprouva le besoin de créer ses propres albums, et en a réalisé trois depuis : Themes From A Rainy Decade en 2004, Code Red Cloud Nine en 2008, et Valley Of The Sun en 2010.

### Vie familiale et privée
Richard Bennett et Christina Bennett sont mariés depuis 1976, et ils sont les parents de trois enfants adultes. Leur fils Nick Bennett est aussi un guitariste brillant. Il est membre d'un groupe, nommé The Zut, qui a publié, en 2010, son premier album.

## Discographie

### Albums
Richard Bennett a publié sous son nom les albums suivants :
| Année | Titre                      | Genre          | Label           | Référence    |
| ----- | -------------------------- | -------------- | --------------- | ------------ |
| 2004  | Themes From A Rainy Decade | Rock           | Moderne Shellac | 616892581826 |
| 2008  | Code Red Cloud Nine        | Jazz           | Moderne Shellac | 616892952824 |
| 2010  | Valley of the Sun          | Easy listening | Moderne Shellac | 616892074366 |

### Production d'albums
Richard Bennett a produit les albums suivants :
| Année | Artiste       | Titre               | Label            | Référence |
| ----- | ------------- | ------------------- | ---------------- | --------- |
| 1984  | Neil Diamond  | Primitive           | Columbia Records | CK-39199  |
| 1987  | Jo-El Sonnier | Come On Joe         | RCA              | 6374      |
| 1989  | Jo-El Sonnier | Have A Little Faith | RCA              | 9718      |